# GoVolunteer
GoVolunteer ist eine in Deutschland gegründete Online-Community für ehrenamtliches Engagement. Das soziale Start-Up vermittelt freiwillige Helfer an gemeinnützige Projekte und Organisationen. Auf der Website govolunteer.com können Interessenten nach Möglichkeiten zum Engagement suchen und direkt mit Projekten und Initiativen in Kontakt treten. Initiativen können auf der Website gemeinnützige Projekte präsentieren und so potentielle Freiwillige ansprechen. Mit Stand von 2019 waren mehr als 3.500 gemeinnützige Initiativen und Veranstaltungen in etwa 250 Städten in Deutschland, Österreich und der Schweiz über GoVolunteer vernetzt.
GoVolunteer vernetzt Akteure im ehrenamtlichen Bereich und vermittelt Wissen, etwa durch individuelle Weiterbildungen für Ehrenamtliche und Projektpartner. Integrationsinitiativen und -projekte, die Teil der Community sind, werden in ihrer Arbeit mit Ehrenamtlichen, sowie der Projektorganisation und Kommunikation unterstützt. Durch Öffentlichkeitsarbeit setzt sich GoVolunteer für Vielfalt und Engagement in der Gesellschaft ein.

## Aufgaben und Ziele
GoVolunteer möchte ehrenamtliches Engagement für Menschen und Organisationen einfach, transparent und flexibel gestalten. Ziel des sozialen Start-Ups ist die Vernetzung der Akteure innerhalb der ehrenamtlichen Arbeit und ihrer Organisation. Daraus ergeben sich zwei zentrale Aufgabenfelder:
- Förderung von ehrenamtlichem Engagement in allen Teilen der Gesellschaft
- Förderung von Integration und Teilhabe für geflüchtete Menschen

Im Einzelnen will GoVolunteer:
- Menschen für gesellschaftliches Engagement motivieren und den Start ins Ehrenamt erleichtern durch mehr Transparenz und weniger Bürokratie
- Sozialen Initiativen die Umsetzung von ehrenamtlichen Projekten erleichtern, insbesondere im Bereich der Integrationsarbeit
- Geflüchteten und Migranten über ehrenamtliches Engagement einen leichteren Start in Arbeit und Gesellschaft ermöglichen
- Unternehmen und deren Mitarbeiter aktiv an die Wahrnehmung von gesellschaftlicher Verantwortung heranführen
- Gesellschaftliches Umdenken motivieren hin zu einer partizipativen Gesellschaft, in der jeder das Gemeinwesen durch persönliches Engagement mitgestaltet[4][5][6]

Nach eigenen Angaben (Stand: Februar 2016) hat GoVolunteers die Vision, die Flüchtlingshilfe radikal zu vereinfachen. GoVolunteer solle in Deutschland, Österreich und der Schweiz zur zentralen Koordinationsplattform für Flüchtlingshilfe werden.

## Organisation
Im Zuge der Flüchtlingskrise 2015 erlebte GoVolunteer-Gründer und Unternehmensberater Malte Bedürftig eine hohe Bereitschaft zum Engagement in seinem Umfeld, sowohl unter Einheimischen als auch den Geflüchteten selber. Zeitweise koordinierte er über 150 Helfer in Berlin. Es fehlte jedoch an Transparenz über bestehende Einsatzmöglichkeiten und Bedürftig erkannte die Herausforderung, gleichzeitig Ehrenamtliche und Angebote zu koordinieren. So entwickelte er die Idee, mit einem zentralen Dienst Freiwillige und Initiativen in der Integrationsarbeit zu vernetzen. Eine erste lauffähige Version der Plattform wurde mit Unterstützung der McKinsey Digital Labs entwickelt. Ende 2015 ging die Community govolunteer.com online. Wenig später stieß Henryk Seeger dazu, der bis heute das soziale Start-Up an der Seite von Malte Bedürftig ehrenamtlich leitet. Seeger ist ebenfalls Mitgründer der erfolgreichen Spendenkampagne „Deutschland rundet auf“.

### Verein
Seit 2015 hat GoVolunteer die Rechtsform eines eingetragenen gemeinnützigen Vereins mit Sitz in Berlin. Das soziale Start-Up hat seine Mitarbeiterbüros im Migration Hub Berlin im Gebäude der Alten Münze. Gründer: Vereinsvorstand ist Malte Bedürftig, stellvertretender Vorstand und Schatzmeister ist Henryk Seeger. GoVolunteer e. V. wird von über 30 ehrenamtlichen Teammitgliedern in Deutschland getragen.

### Finanzierung
GoVolunteer finanziert sich weitgehend über Privat- und Unternehmensspenden, beispielsweise durch Kampagnen auf den Crowdfunding-Plattformen Startnext und betterplace.org.
Darüber hinaus entwickelt GoVolunteer soziale Geschäftsmodelle im Bereich Corporate Volunteering und vertreibt Kinderprodukte zum Thema Vielfalt. Unter dem Motto „Buntstifte für Alle“ verkauft das Start-Up (seit 2017) Buntstifte in verschiedenen Hautfarben, ein Malbuch für Kinder und weitere Merchandising-Artikel, die das öffentliche Bewusstsein für Vielfalt in unserer Gesellschaft stärken sollen.
Aus dieser Aktivität ist Hautfarben als Sozialunternehmen hervorgegangen. Als Teil von GoVolunteer vertreibt Hautfarben Buntstifte, Wachsmalstifte, Malbücher und Puzzles bei garantierter nachhaltiger Lieferkette. Der Erlös fließt in Integrationsprojekte und dient der Finanzierung von GoVolunteer.
Als ein weiteres Sozialunternehmen betreibt GoVolunteer den sozialen Coworking-Space MACHWERK, der über ein solidarisches Konzept bezahlbare und flexible Geschäftsräume für soziale Projekte und Gründer in Berlin-Mitte zur Verfügung stellt, und den Austausch zwischen sozialen Projekten und Start-Up-Szene fördern will.

## Aktivitäten
GoVolunteer verfolgt seine Ziele über verschiedene Aktivitäten in den Bereichen Ehrenamt und Integration.

### Online-Community
Auf der Website von GoVolunteer können Interessenten nach Möglichkeiten zum Engagement suchen. Die Funktionsweise ist niedrigschwellig gehalten, um den Einstieg ins Ehrenamt einfach zu gestalten. Die Bundesarbeitsgemeinschaft der Freiwilligenagenturen (bagfa) hob in ihrem Online-Handbuch 2017, ebenso wie im Jahr zuvor, die GoVolunteer Online-Plattform als eine Möglichkeit für die Gewinnung von jungen oder „neuen“ Engagierten hervor.
Die Online-Community richtet sich in erster Linie an potenzielle Freiwillige, die ein Engagement suchen und sich für Themen wie Katastrophenschutz, Armut und Obdachlosigkeit, Flucht und Migration, Online-Volunteering, Kunst und Kultur, LGTBQ*, o. ä. interessieren. Freiwillige können sich in wenigen Schritten anmelden und Projekte in ihrer Umgebung finden, die Unterstützung benötigen. Filter wie Ort, Zeit, Sprache und Interessen erleichtern die Suche. Anbieter werden direkt kontaktiert. Nutzer können Freunde zu Projekten einzuladen, ihre Aktivitäten auf Social Media teilen und sich mit anderen Freiwilligen vernetzen.
Gemeinnützige Initiativen, die freiwillige Unterstützer suchen, können ihre Projekte in die Online-Community einstellen. Verschiedene Tools helfen ihnen, die Ansprache und die Einsatzplanung von Freiwilligen zu organisieren. Die Berliner Stadtmission etwa nutzt GoVolunteer für die Anwerbung von freiwilligen Helfern in ihren Notunterkünften. Über die Online-Community werden Ehrenamtliche für die tägliche Arbeit in den Bereichen Kinderbetreuung, Erwachsenenbildung sowie Verpflegung und Versorgung gewonnen.
Im Frühjahr 2018 waren mehr als 3.000 gemeinnützige Projekte in über 100 Städten in Deutschland, Österreich und der Schweiz Teil der Online-Community von GoVolunteer. Themen wie Flucht und Integration sind besonders stark vertreten. Nach eigenen Angaben hat GoVolunteer 120.000 Nutzer. Fast ein Drittel von ihnen haben einen eigenen Flucht- oder Migrationshintergrund.

### Kooperationen
Als Kooperationspartner nennt GoVolunteer u. a.: Integrations-Initiative „Wir zusammen“ der deutschen Wirtschaft, Bundesarbeitsgemeinschaft der Freiwilligenagenturen, betterplace.org, Deutsche Industrie- und Handelskammern, Entwicklungsprogramm der Vereinten Nationen (UNDP), Deutsche Kinder- und Jugendstiftung, Integreat.
Als Projektpartner firmieren u. a.: Arbeiter-Samariter-Bund, Arbeiterwohlfahrt, Berliner Stadtmission, Deutsches Rote Kreuz, Johanniter, Kiron University, Malteser Deutschland, Schülerpaten Deutschland.
GoVolunteer kooperiert ebenfalls mit lokalen Projekten wie Flüchtlinge-Willkommen, GiveSomethingBackToBerlin, Serve The City, Start With A Friend und vielen weiteren Initiativen.
Als integratives Projekt bemüht sich GoVolunteer, Kooperationen mit anderen Organisationen zur Koordination von ehrenamtlicher Arbeit zu schließen. Seit 2016 setzt sich GoVolunteer über die Helfer-Allianz deutschlandweit zusammen mit den Online-Communitys HelpTo und Ichhelfe.jetzt für Transparenz, Austausch und Zusammenarbeit zwischen digitalen Angeboten in der Integrationsarbeit ein. Auf lange Sicht soll eine gemeinsamen Online-Plattform die Angebote verbinden.
2021 wurde in Kooperation mit der Senatskanzlei Berlin die Plattform "Volunteers of Berlin" ins Leben gerufen, die durch Präsentation von Videointerviews das Engagement von Freiwilligen sichtbar machen soll.

### Projekte und Kampagnen
GoVolunteer unterstützt Akteure in der Integrationsarbeit durch Weiterbildungen und Veranstaltungen. Freiwillige und Organisationen erhalten individuelle Coachings, z. B. über Projektorganisation und -kommunikation. Netzwerktreffen und themenspezifische Aktionen schaffen persönlichen Austausch und Begegnungen. So konnten 150 Geflüchtete und ehrenamtliche Helfer der GoVolunteer-Kooperationspartner am letzten Heimspiel der Saison 2015/2016 des Fußballvereins Hertha BSC teilnehmen.
Seit Ende 2017 ermöglicht GoVolunteer mit dem Integrationsprojekt „Engagierte Newcomer“ Geflüchteten und Migranten über ein Ehrenamt einen leichteren Start in den Arbeitsmarkt und eine bessere gesellschaftliche Teilhabe. Die Teilnehmer des Programms erhalten den Berliner FreiwilligenPass Flüchtlingshilfe und können die Berliner Ehrenamtskarte beantragen.
Durch eigene Kommunikations- und Kampagnenarbeit möchte GoVolunteer den öffentlichen Dialog zu den Themen Integration und Engagement mitgestalten und Toleranz in der Gesellschaft fördern. Seit September 2017 setzt die bundesweite Kampagne „So bunt ist Deutschland“ mit Fernsehwerbung, Social-Media-Aktionen und Merchandising ein Zeichen für Vielfalt und bestärkt Menschen darin, selber aktiv zu werden.
Weiter sind die "Volunteers Awards" zu erwähnen, in denen jährlich besondere Leistungen von freiwilligen Helfern honoriert werden, sowie das "Siegel für ausgezeichnetes Engagement", das als Auszeichnung für besonders hervorzuhebende Projekte verliehen wird.

## Auszeichnungen
Crowdfunding-Contest
Das Projekt „So bunt ist Deutschland“ des Vereins GoVolunteer gewann eine Finanzierung im Rahmen des Crowdfunding-Contest des Deutschen Integrationspreises.

## Befürworter und Unterstützer
Aydan Özoğuz, Staatsministerin und Bundesbeauftragte für Migration, Flüchtlinge und Integration, über das soziale Start-Up: „Das Engagement der vielen freiwilligen Helferinnen und Helfer sorgt für eine gute Aufnahme der geflüchteten Menschen in unserem Land. Jede helfende Hand ist willkommen und wir wissen, dass der direkte Kontakt zwischen Bürgerinnen und Bürgern und Geflüchteten gut für den gesellschaftlichen Zusammenhalt ist. Deshalb wünsche ich dem Projekt GoVolunteer einen guten Start!“
Viele Entscheidungsträger und Personen des öffentlichen Lebens unterstützen die gemeinnützige Arbeit von GoVolunteer, u. a.: Die ehemalige SPD-Vorsitzende Andrea Nahles, Berliner Bürgermeister Michael Müller, Journalistin Sabine Christiansen, LINKE-Politiker Gregor Gysi, Regisseurin Doris Dörrie, Ex-VW-Chef Matthias Müller und Schauspielerin Ulrike Folkerts, Ex-Verteidigungsministerin Annegret Kramp-Karrenbauer und der Vorsitzende des Zentralrats der Muslime in Deutschland Aiman Mazyek.